# Castelo de Weem
O Castelo de Weem é um antigo castelo perto de Weem, na Escócia. O castelo estava localizado perto do Castelo Menzies.
O castelo tornou-se a residência da família Menzies depois de o Castelo Comrie ter sido parcialmente destruído por um incêndio em 1487. O Castelo de Weem foi destruído em 1502 por Nigel Stewart de Garth numa disputa pelas terras de Fothergill. As pedras e as madeiras foram usadas na construção do Castelo Menzies.